# Menhirs de la Frébouchère
Les menhirs de la Frébouchère ou menhirs de la Penouillère sont un groupe de trois menhirs situés au Bernard, dans le département français de la Vendée.

## Description
Il s'agit d'un groupe de trois menhirs satellites du dolmen de la Frébouchère respectivement dénommés menhir des Ouches, menhir du Bois et menhir du Rocher-Haut. Les deux premiers se dressent encore en place à leur emplacement d'origine. Le menhir du Rocher-Haut a quant à lui été déplacé de l'autre côté du ruisseau. Il aurait comporté une cupule